# Jeremy Bobb
Jeremy Bobb (nacido el 13 de mayo de 1981) es un actor estadounidense que ha aparecido en teatro, televisión y largometrajes. Tuvo un papel recurrente en el drama de CBS Hostages de 2013 como el jefe de personal de la Casa Blanca, Quintin Creasy, y coprotagonizó como Herman Barrow en la serie de televisión Cinemax The Knick. En 2014, interpretó a Stevie en la película de drama criminal The Drop. En 2019, Bobb apareció en la serie de Netflix Russian Doll. En 2023, apareció como el detective Mayhew en la miniserie de Peacock The Continental: From the World of John Wick.
Asistió a la Universidad de Otterbein y recibió una licenciatura en Bellas Artes en 2003.

## Filmografía

### Cine
| Año  | Título                  | Papel          |
| ---- | ----------------------- | -------------- |
| 2007 | White Lies, Black Sheep | Josh           |
| 2010 | Boy Wonder              | Artie          |
| 2013 | El lobo de Wall Street  | Policía        |
| 2014 | The Drop                | Stevie         |
| 2017 | Un golpe con estilo     | Donald Lewis   |
| 2017 | Marshall                | John Strubing  |
| 2018 | Under the Silver Lake   | Compositor     |
| 2019 | The Wolf Hour           | Blake          |
| 2019 | The Kitchen             | Rob Walsh      |
| 2020 | Funny Face              | American Suit  |
| 2021 | South of Heaven         | Frank          |
| 2022 | God's Country           | Gus Wolf       |
| 2022 | Butcher's Crossing      | Fred Schneider |
| 2022 | Buenas noches, mamá     | Gary           |
| 2024 | Cabrini                 | Calloway       |

### Televisión
| Año       | Título                                       | Papel                                                   | Notas                                |
| --------- | -------------------------------------------- | ------------------------------------------------------- | ------------------------------------ |
| 2010      | You Don't Know Jack                          | David Rivlin                                            | Película de televisión               |
| 2011–2020 | Law & Order: Special Victims Unit            | Vincent Moran / Donny Greenway / ICE Agent Rory O'Toole | 3 episodios                          |
| 2013      | Blue Bloods                                  | Jonathan Gelman                                         | Episodio: "Front Page News"          |
| 2013      | Unforgettable                                | Treem                                                   | Episodio: "Bigtime"                  |
| 2013      | Boardwalk Empire                             | Dickie Pastor                                           | Episodio: "New York Sour"            |
| 2013      | Hostages                                     | Quentin Creasy                                          | 6 episodios                          |
| 2013–2016 | Inside Amy Schumer                           | Herman Barrow / Slap Chef                               | 2 episodios                          |
| 2014      | House of Cards                               | Nick Henslow                                            | 3 episodios                          |
| 2014–2015 | The Knick                                    | Herman Barrow                                           | Protagonista, 20 episodios           |
| 2015      | Gotham                                       | Owen Lloyd                                              | Episodio: "The Blind Fortune Teller" |
| 2015–2016 | Elementary                                   | Agent Gary Burke                                        | 2 episodios                          |
| 2016      | Billions                                     | Hutch Bailey III                                        | Episodio: "YumTime"                  |
| 2016      | The Good Wife                                | Perry Dunst                                             | Episodio: "Monday"                   |
| 2016      | Mr. Robot                                    | Joseph Green                                            | Episodio: "eps2.5_h4ndshake.sme"     |
| 2017      | Manhunt: Unabomber                           | Stan Cole                                               | 7 episodios                          |
| 2017      | Godless                                      | A.T. Grigg                                              | 6 episodios                          |
| 2017–2018 | Mosaic                                       | Frank Scott                                             | 8 episodios                          |
| 2018      | Escape at Dannemora                          | Dennis Lambert                                          | 7 episodios                          |
| 2018–2020 | The Lake Erie Murders                        | Narrator (voice)                                        | 17 episodios                         |
| 2019–2022 | Russian Doll                                 | Mike Kershaw                                            | 6 episodios                          |
| 2019      | The Son                                      | Eugene Monahan                                          | 6 episodios                          |
| 2019      | Jessica Jones                                | Gregory Salinger / Foolkiller                           | Temporada 3, Protagonista            |
| 2020      | The Outsider                                 | Alec Pelley                                             | Miniserie                            |
| 2022      | The First Lady                               | Theodore Roosevelt                                      | 2 episodios                          |
| 2023      | The Continental: From the World of John Wick | Mayhew                                                  | 3 episodios                          |